# Sint-Laurentiuskerk (Kožlany)

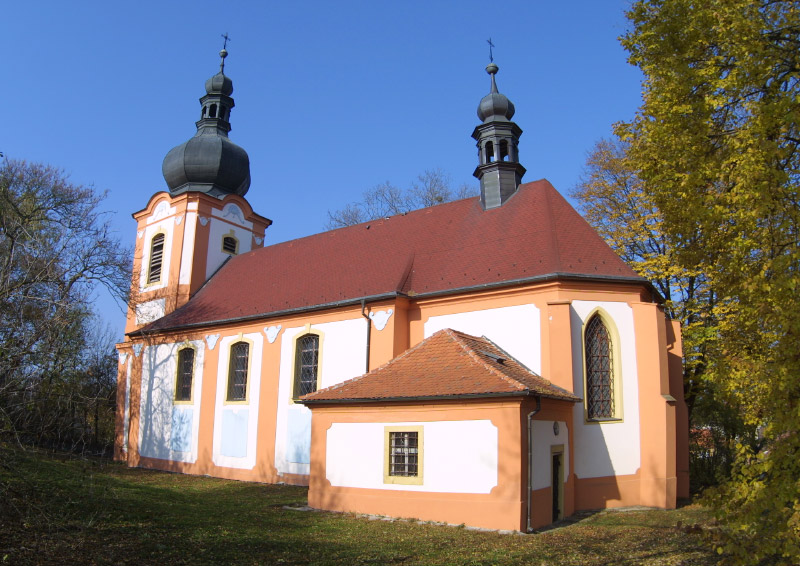
De Sint-Laurentiuskerk in Kožlany.

De Sint-Laurentiuskerk (Tsjechisch: Kostel svatého Vavřince) is een kerk in de gemeente Kožlany in de Tsjechische regio Pilsen. De kerk is gewijd aan de heilige Laurentius van Rome. De oorspronkelijk gotische kerk stamt uit de 14e eeuw, in 1786 vond er een ombouw plaats in barokstijl.